# Trou du prêtre

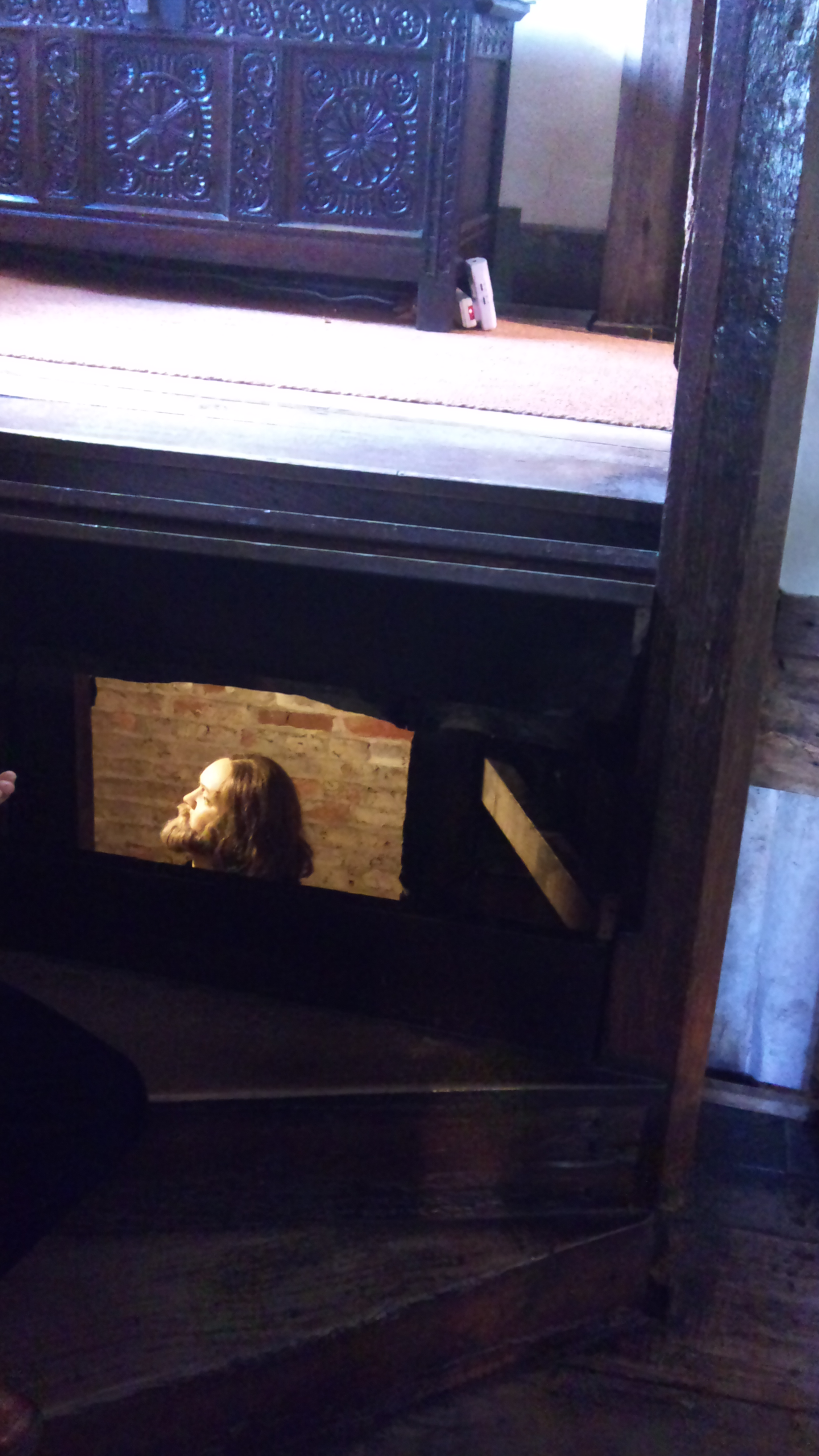
Une des caches de l'Harvington Hall, accessible par une marche amovible dans le grand escalier.

Un trou du prêtre (en anglais : priest hole), ou trou au prêtre, est une cachette aménagée dans une maison permettant à un prêtre de se cacher lors d'un contrôle policier. En effet, dans l'Angleterre devenue anglicane, les prêtres catholiques restés fidèles à l'autorité du pape étaient interdits de séjour.  Plusieurs circulaient clandestinement de manoir en manoir pour y célébrer des messes pour des petits groupes de fidèles catholiques. Un 'trou du prêtre' leur permettait de se cacher immédiatement en cas de visite surprise de la police. Ces cachettes étaient masquées aux regards via des portes dérobées, sous les planchers, derrière des lambris, etc.
Le frère jésuite Nicholas Owen, protégé par son statut de 'laïc' (non-prêtre), s'était fait une spécialité de créer de tels 'trous du prêtre' dont certains, particulièrement ingénieux ne sont pas encore découverts.

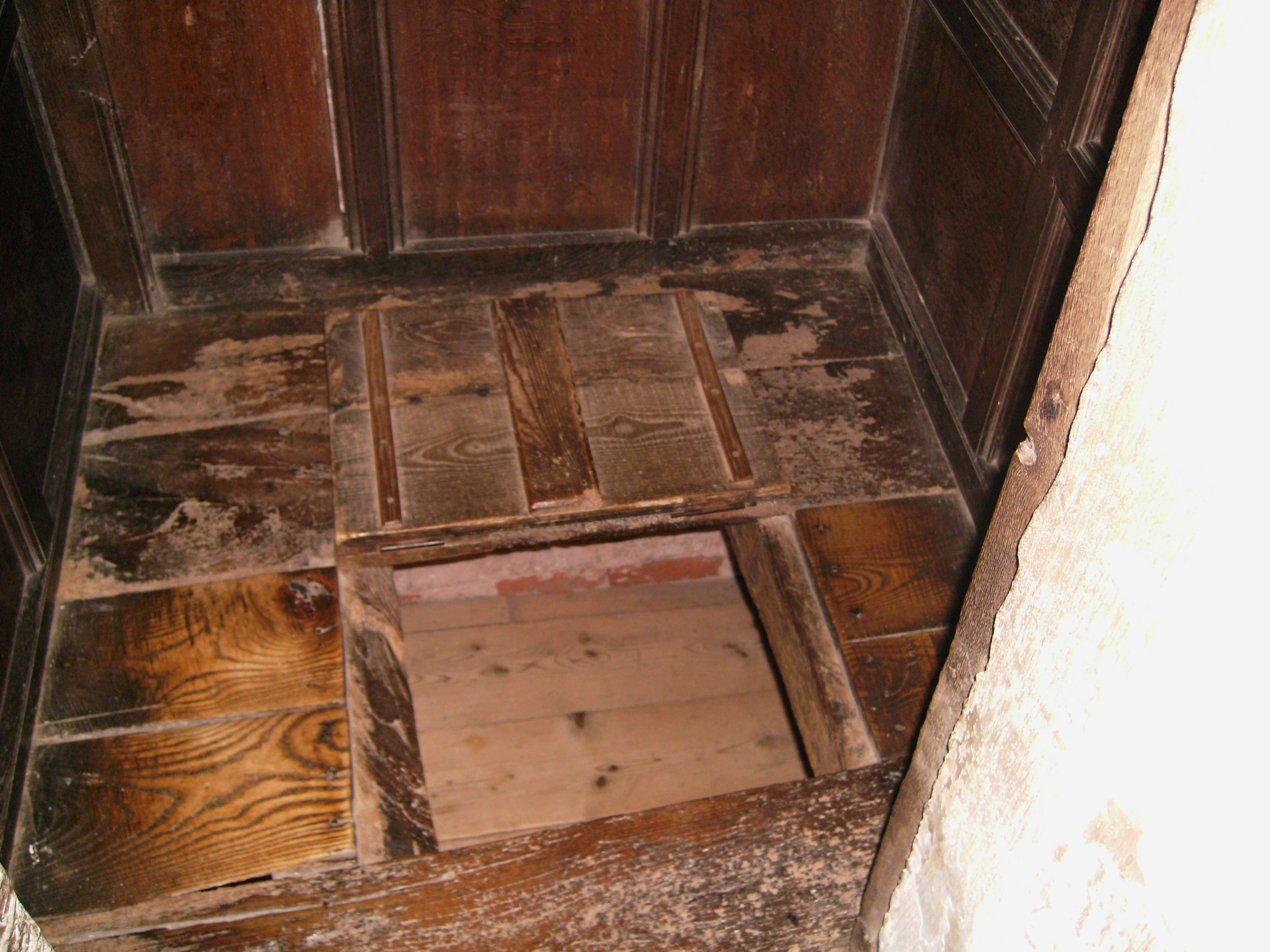
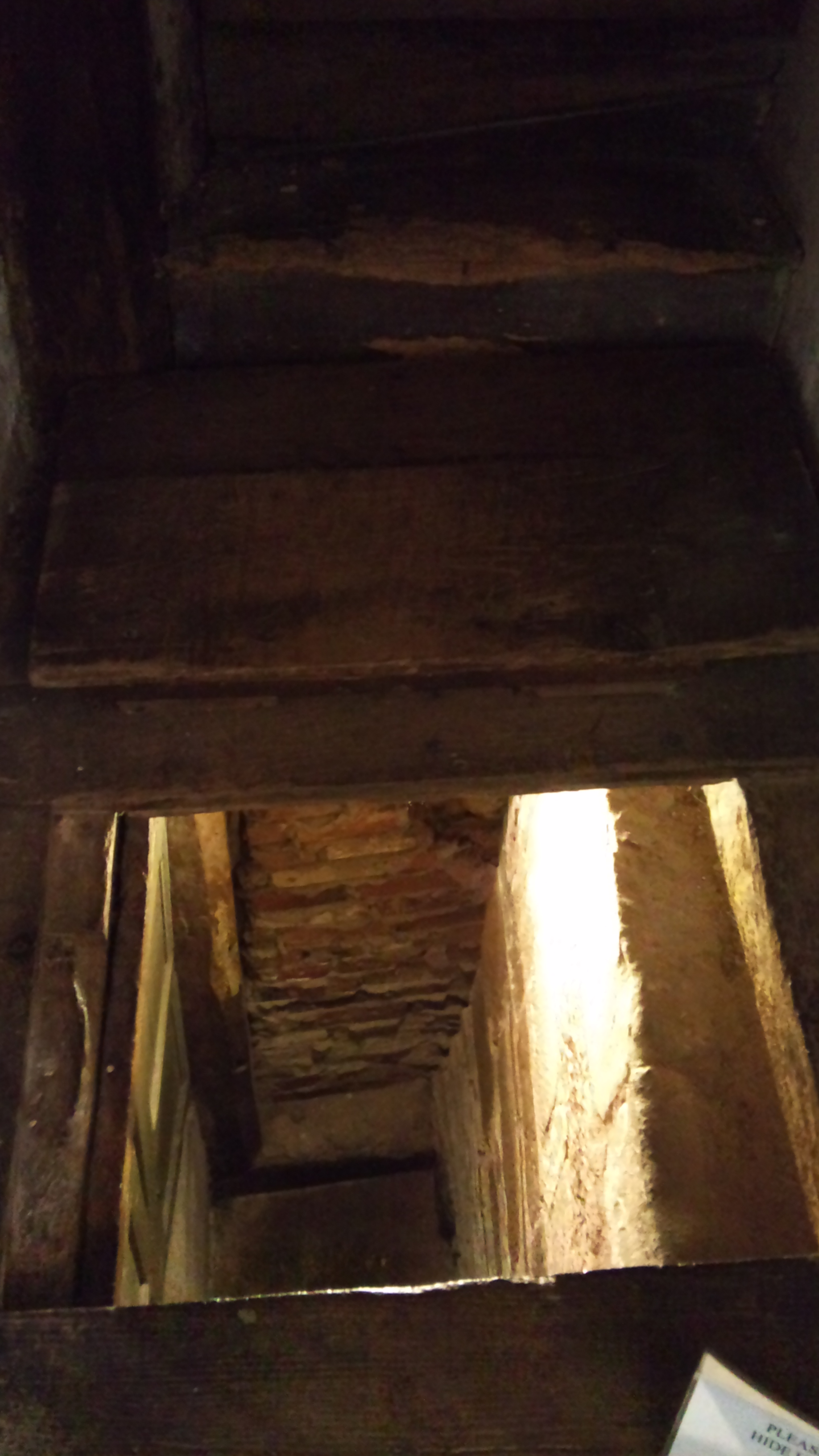
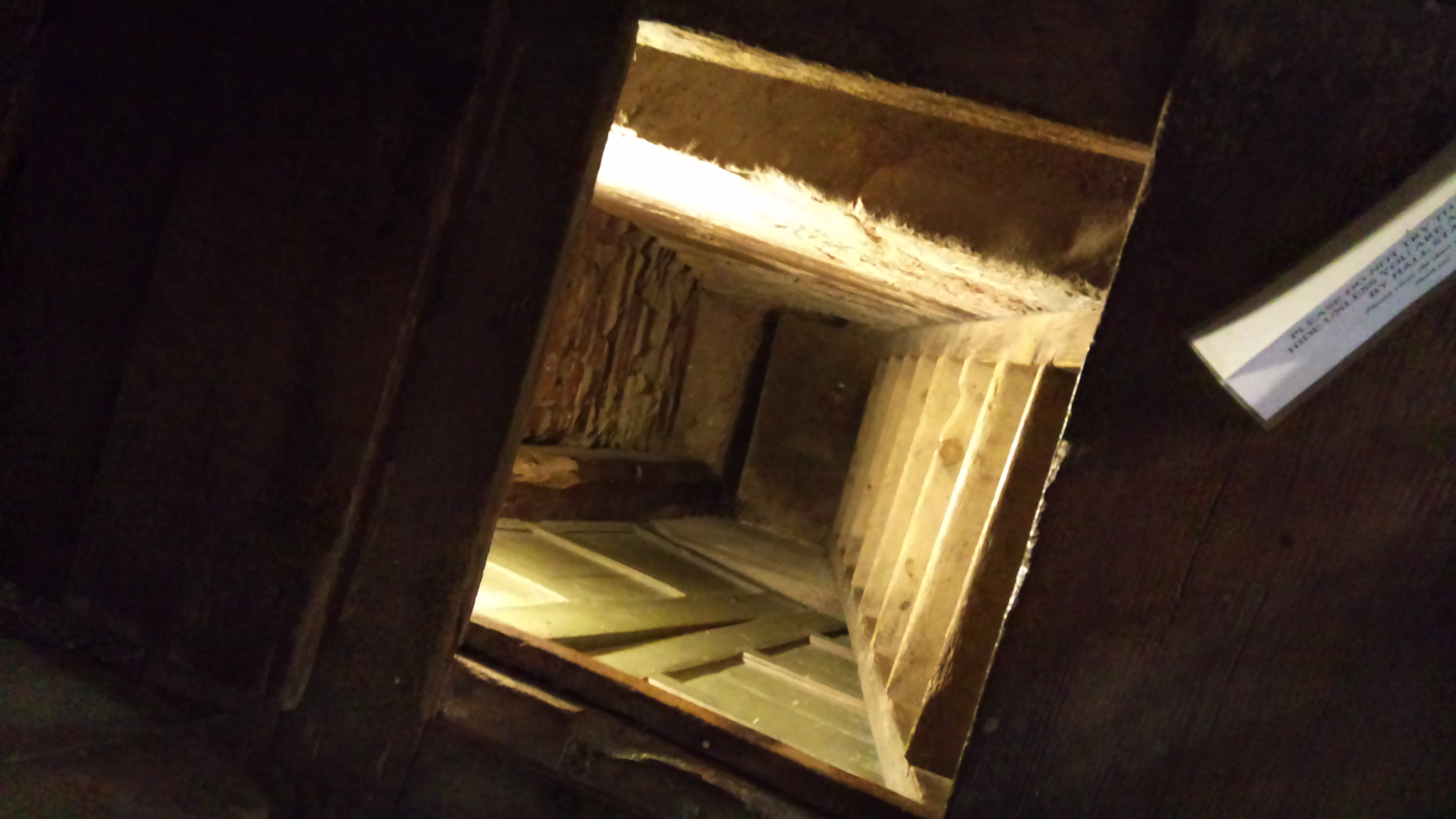